# Alsógatyás kapitány fergeteges kalandjai
Az Alsógatyás kapitány fergeteges kalandjai (eredeti cím: The Epic Tales of Captain Underpants) 2018-tól vetített amerikai 2D-s számítógépes animációs televíziós sorozat, amely az Alsógatyás kapitány: Az első nagyon nagy film című 2017-es 3D-s számítógépes animációs film alapján készült. Az animációs játékfilmsorozat rendezői Todd Grimes, Seung W. Cha, Octavio E. Rodriguez és Kevin Peaty, a zeneszerzői Jared Faber és Fred Kron. A tévéfilmsorozat a DreamWorks Animation Television, Scholastic Entertainment és Titmouse, Inc. gyártásában készült. Műfaja akciófilm-, kalandfilm- és filmvígjáték-sorozat. A sorozat részei 2018. július 13-án kerültek fel Netflixre, Magyarországon a Netflix mutatja be majd szinkronosan.

## Szereplők
| Szereplő                                         | Eredeti hang     | Magyar hang |
| ------------------------------------------------ | ---------------- | ----------- |
| Mr. Benjamin "Benny" Krupp / Alsógatyás kapitány | Nat Faxon        |             |
| George Beard                                     | Ramone Hamilton  |             |
| Harold Hutchins                                  | Jay Gragnani     | \| \|       |
| Mr. Meaner                                       | David Koechner   |             |
| Ms. Hurd                                         | Tress MacNeille  |             |
| Ms. Tara Ribble                                  | Laraine Newman   |             |
| Mr. Morty Fyde                                   | Stephen Root     |             |
| Melvin Sneedly                                   | Jorge Diaz       |             |
| Mrs. Sneedly                                     | Mindy Sterling   |             |
| Erica Wang                                       | Erica Luttrell   |             |
| Jessica Gordon                                   | Dayci Brookshire |             |
| Steve "Gooch" Yamaguchi                          | Evan Kishiyama   |             |
| Comic Narrator                                   | Peter Hastings   |             |
| Smartsy Fartsy                                   | Trevor Devall    |             |
| Mr. Ree                                          | Clancy Brown     |             |
| Ms. Anthrope                                     | Patty Mattson    |             |
| Mr. Jerry Citizen                                | Jim Rash         |             |
| Ms. Yewh                                         | Maggie Wheeler   |             |
| Smelly Sockotpus                                 | John DiMaggio    |             |
| Theodore "Ted" Murdsly                           | Rob Riggle       |             |
| Bo Hweemuth / Claylossus                         | Brennan Murray   |             |
| Bernice Krupp                                    | Tudi Roche       |             |
| Grace Wain                                       | Isabella Juliana |             |
|                                                  |                  |             |

## Évados áttekintés
| Évad | Évad | Epizódok | Eredeti sugárzás | Eredeti sugárzás | Magyar sugárzás | Magyar sugárzás |
| Évad | Évad | Epizódok | Évadpremier      | Évadfinálé       | Évadpremier     | Évadfinálé      |
| ---- | ---- | -------- | ---------------- | ---------------- | --------------- | --------------- |
|      | 1    | 13       | 2018. június 29. | 2018. június 29. | TBA             | TBA             |
|      | 2    | 13       | 2019. május 10.  | 2019. május 10.  | TBA             | TBA             |
|      | 3    | 13       | 2019. május 10.  | 2019. május 10.  | TBA             | TBA             |